# Raytheon T-1 Jayhawk
Raytheon T-1 Jayhawk là một loại máy bay phản lực được Không quân Hoa Kỳ sử dụng cho nhiệm vụ huấn luyện phi công nâng cao. Học viên của T-1A sẽ trở thành phi cống lái máy bay vận tải và tiếp nhiên liệu. T-400 là phiên bản tương tự của Lực lượng phòng vệ trên không Nhật Bản.

## Biến thể

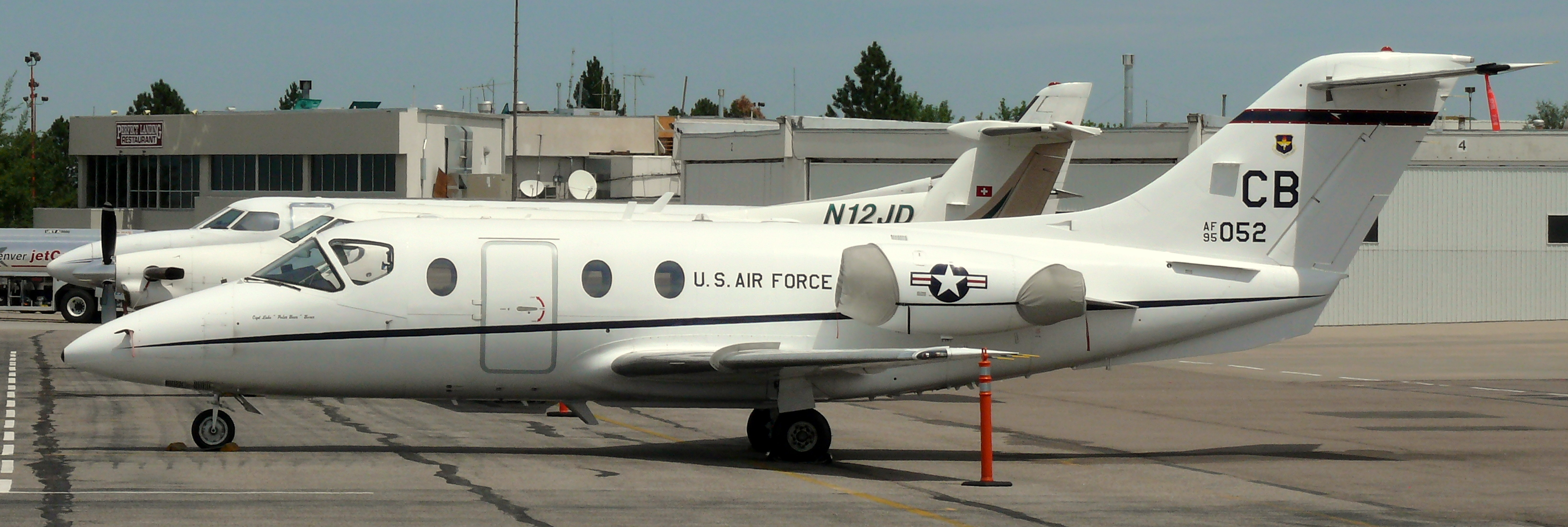
T-1A tại sân bay Centennial

T-1A
T-400

## Quốc gia sử dụng
Nhật Bản

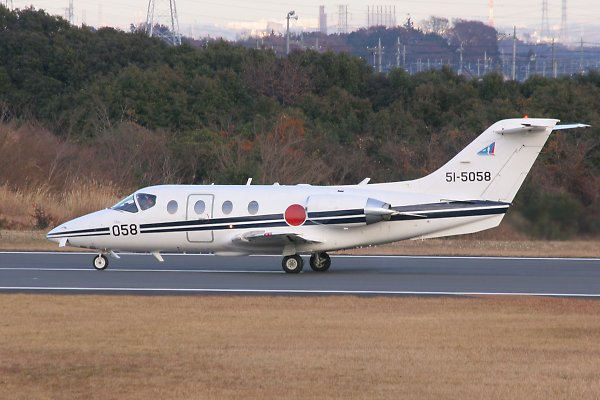
T-400 thuộc JASDF tại căn cứ không quân Iruma Air Base

- Lực lượng phòng vệ trên không Nhật Bản

 Hoa Kỳ
- Không quân Hoa Kỳ

## Tính năng kỹ chiến thuật (T-1A)

T-1A phía trên San Antonio, Texas

Đặc điểm tổng quát
- Tổ lái: 2
- Sức chuyên chở: 7
- Chiều dài: 48 ft 5 in (14,75 m)
- Sải cánh: 43 ft 6 in (13,25 m)
- Chiều cao: 13 ft 11 in (4,24 m)
- Trọng lượng rỗng: 10.300 lb ()
- Trọng lượng cất cánh tối đa: 16.100 lb (7.300 kg)
- Động cơ: 2 × Pratt & Whitney Canada JT15D-5B kiểu turbofan, 2.900 lbf (13 kN) mỗi chiếc

 Hiệu suất bay 
- Vận tốc cực đại: 450 knot (539 mph, 860 km/h, Mach 0.78)
- Tầm bay: 2.100 nm (2.417 mi, 3.890 km)
- Trần bay: 41.000 ft (12.500 m)